# Wełykyj Sambir
Wełykyj Sambir (ukr. Великий Самбір) – wieś na Ukrainie, w obwodzie sumskim, w rejonie konotopskim, w hromadzie Popiwka. W 2001 liczyła 1189 mieszkańców.